# (18736) 1998 NU
1998 أن يو (ويعرف أيضًا باسم (18736) 1998 أن يو وفق تسمية الكوكب الصغير) (بالإنجليزية: 1998 NU)‏ هو كويكب ضمن حزام الكويكبات؛ وترتيبه 18736 من حيث الاكتشاف.
اكتُشف هذا الجُرم الفلكي بواسطة سبيس واتش في 2 يوليو 1998.

## وصلات خارجية
- (18736) 1998 NU في قاعدة بيانات مختبر الدفع النفاث لأجرام النظام الشمسي الصغيرة

- الاكتشاف · مخطط المدار ·  العناصر المدارية · المعلمات المادية

- (18736) 1998 NU على موقع ويكي سكاي: DSS2, SDSS, GALEX, IRAS, Hydrogen α, X-Ray, Astrophoto, Sky Map, Articles and images